# Gregg Chillin
Greg Chillingrian (nascido em 1 de janeiro de 1988, em Cambridgeshire), mais conhecido como Gregg Chillin, é um ator inglês, conhecido por seu papel como Owen Norayan na série Being Human e por emprestar sua voz para o personagem de Ron Weasley no jogo eletrônico de Harry Potter.